# Charlotte Yhlen

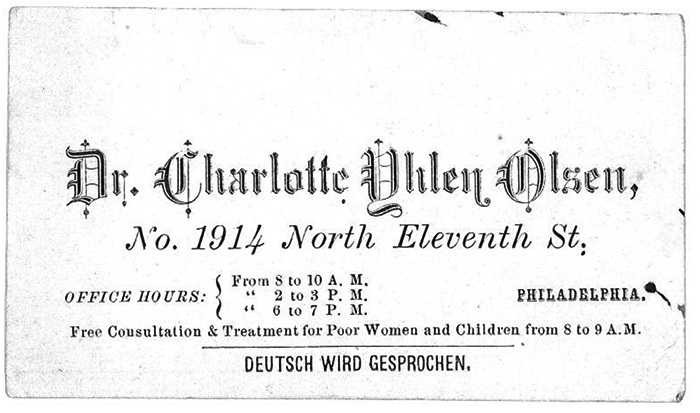
Yhlens amerikanska visitkort

Amalie Charlotte Yhlen (gift Olsen), född 19 november 1839 i Helsingborg, död 14 januari 1920 i Pasadena, Kalifornien, var en svensk läkare och kvinnopionjär. Yhlen blev den första svenska kvinnan att få läkarlegitimation.

## Biografi
Charlotte Yhlen var dotter till skomakaren Johannes Yhlen och dennes hustru Sofia Yhlen i Helsingborg. Hennes svenska skolunderbyggnad var folkskola. Under en resa till Köpenhamn inledde hon en relation med den danske författaren Rudolf Schmidt. 
Efter sin fars död 1868 emigrerade hon till USA, där hon 1870 började studera medicin vid Women's Medical College of Pennsylvania (Female Medical College of Pennsylvania). Hon tog amerikansk läkarexamen 1873 efter en examensuppsats om glaukom och blev därmed den första svenska kvinnan att ta läkarexamen (kort före Emily von Vegesack). Den första kvinna som blev legitimerad läkare i Sverige var dock Karolina Widerström. 
Yhlen återvände därefter till Sverige, där hon ansökte om att få praktisera som läkare. Hennes utländska examen erkändes dock inte av Sundhetskollegium i Sverige, och hon fick avslag. Hon godkändes som student vid Uppsala universitet, men påbörjade aldrig sina studier där. Samma år blev hon den första kvinnliga delegaten vid nordiska naturforskarmötet i Köpenhamn, där den danske författaren Meïr Goldschmidt höll ett hyllningstal till henne vid banketten. 
Charlotte Yhlen återvände till USA permanent och var sedan aktiv som läkare vid först på Women's Hospital of Philadelphia och sedan med en egen praktik. Hon gifte sig 1874 med den norske ingenjören Tinius Olsen, som kom att bli förmögen. Hon avslutade sin karriär som läkare 1889. Yhlen-Olsen dog 1920 i Pasadena i Kalifornien.